# Международный кубок Фукуоки по теннису среди женщин
Международный кубок Фукуоки — женский профессиональный международный теннисный турнир, проходящий в конце весны в Фукуоке (Япония) на травяных кортах. С 2001 года относится к женской взрослой серии ITF с призовым фондом 50 тысяч долларов и турнирной сеткой, рассчитанной на 32 участницы в одиночном разряде и 16 пар.

## Общая информация
Турнир женской профессиональной серии организован в Фукуоке в 2001 году как часть финального отрезка весенней серии соревнований в Восточной Азии на быстрых кортах. Приз вошёл в календарь женского взрослого тура ITF, получив уже в первый год призовой фонд в 50 тысяч долларов. Серия быстро стала пользоваться определённой популярностью у игроков рубежа первой и второй сотен рейтинга, стремящихся улучшить свой рейтинг, в качестве альтернативы европейской грунтовой серии. Характеристики покрытия год от года несколько менялись из-за чего менялось и его формальное название — ковёр, искусственная трава, хард.
Победительницы и финалистки
Одиночный турнир кубка оказался очень удачен для тайваньской китаянки Чжань Юнжань, регулярно игравшей здесь во второй половине 2000-х и часто доходившей до титульного матча, где трижды победила и единожды проиграла. По два финала (с одной победой) на счету Саори Обаты, Кейси Деллакквы, Тамарин Танасугарн, Николы Хофмановой и Кристины Плишковой; оба своих титульных матча в Фукуоке проиграла Аюми Морита. В парном турнире доминирующей силой являются мононациональные пары: за первые пятнадцать турниров они восемнадцать раз пробивались в финал и взяли одиннадцать титулов (из них девять оказалось на счету представительниц Японии). В индивидуальном плане наиболее преуспели Нана Мияги, Акико Ёнэмура, Рика Фудзивара и Сюко Аояма, выигравшие на местных кортах по два титула. Некоторым теннисисткам удавалось выигрывать и одиночный и парный приз: первой это удалось Саори Обате, смогшей вслед за одиночным титулом-2003 завоевать и парный трофей-2004. Первой абсолютной чемпионкой кубка стала Чжань Юнжань, не знавшая себе равных на местных кортах в 2006 году.

## Финалы разных лет
| Год  | Чемпионка          | Финалистка          | Счёт              |
| ---- | ------------------ | ------------------- | ----------------- |
| 2015 | Кристина Плишкова  | Нао Хибино          | 7-5 6-4           |
| 2014 | Наоми Броуди       | Кристина Плишкова   | 5-7 6-3 6-4       |
| 2013 | Унс Джабир         | Ан-Софи Местах      | 7-6(2) 6-2        |
| 2012 | Кейси Деллакква    | Моника Адамчак      | 6-4 6-1           |
| 2011 | Тамарин Танасугарн | Чжань Юнжань        | 6-4 5-7 7-5       |
| 2010 | Дзюнри Намигата    | Никола Хофманова    | 6-1 6-2           |
| 2009 | Никола Хофманова   | Чжан Кайчжэнь       | 6-3 6-2           |
| 2008 | Томоко Ёнэмура     | Тамарин Танасугарн  | 6-1 2-6 7-6(8)    |
| 2007 | Чжань Юнжань (3)   | Кейси Деллакква     | 6-4 6-4           |
| 2006 | Чжань Юнжань (2)   | Аюми Морита         | 6-3 4-6 6-1       |
| 2005 | Чжань Юнжань       | Аюми Морита         | 6-3 6-2           |
| 2004 | Ана Иванович       | Ярмила Гайдошова    | 6-2 6-7(4) 7-6(4) |
| 2003 | Саори Обата        | Мария Елена Камерин | 2-6 6-3 6-3       |
| 2002 | Ванесса Уэбб       | Чон Ми Ра           | 6-0 6-4           |
| 2001 | Алисия Молик       | Саори Обата         | 7-5 6-3           |

| Год  | Чемпионки                        | Финалистки                          | Счёт              |
| ---- | -------------------------------- | ----------------------------------- | ----------------- |
| 2015 | Наоми Броуди Кристина Плишкова   | Эри Ходзуми Дзюнри Намигата         | 6-3 6-4           |
| 2014 | Сюко Аояма (2) Эри Ходзуми       | Наоми Броуди Элени Данилиду         | 6-3 6-4           |
| 2013 | Дзюнри Намигата Эрика Сэма       | Рика Фудзивара Акико Омаэ           | 7-5 3-6 [10-7]    |
| 2012 | Моника Адамчак Стефани Бенгсон   | Миса Эгути Акико Омаэ               | 6-4 6-4           |
| 2011 | Сюко Аояма Рика Фудзивара (2)    | Айко Накамура Дзюнри Намигата       | 7-6(3) 6-0        |
| 2010 | Мисаки Дои Котоми Такахата       | Марина Эракович Александра Панова   | 6-4 6-4           |
| 2009 | Акико Ёнэмура (2) Томоко Ёнэмура | Аяка Маэкава Дзюнри Намигата        | 6-2 6-7(3) [10-3] |
| 2008 | Мелани Саут Николь Тейссен       | Мая Като Джулия Мориарти            | 4-6 6-3 [14-12]   |
| 2007 | Аюми Морита Акико Ёнэмура        | Рика Фудзивара Дзюнри Намигата      | 6-2 6-2           |
| 2006 | Чжань Юнжань Чжуан Цзяжун        | Лиэнн Бейкер Ккристина Хориатопулос | 6-1 6-2           |
| 2005 | Рёко Фуда Сэйко Окамото          | Чжань Юнжань Чжуан Цзяжун           | 6-2 7-6(1)        |
| 2004 | Рика Фудзивара Саори Обата       | Моника Адамчак Николь Криз          | 6-2 6-4           |
| 2003 | Лига Декмейере Нана Мияги (2)    | Рика Фудзивара Саори Обата          | 6-2 2-6 6-4       |
| 2002 | Синобу Асагоэ Чо Юн Джон         | Джулия Паллин Лорна Вудрофф         | 6-2 6-4           |
| 2001 | Рика Хираки Нана Мияги           | Джулия Паллин Лорна Вудрофф         | 6-0 7-6(3)        |